# Kujavy
Kujavy (německy Klantendorf) jsou obec v okrese Nový Jičín v Moravskoslezském kraji. Žije zde 571 obyvatel.

## Název
Jméno starší české vesnice je poprvé písemně doloženo až z roku 1399 v podobě Kujava. Jeho základem bylo sloveso kujati - "klučit" (tento význam není ve staré češtině doložen, ale je znám z polštiny a ruštiny), jméno vesnice tedy označovalo vyklučené, vymýcené místo. Mladší německá vesnice založená v sousedství se jmenovala Klementendorf (doklady jen polatinštěné: Clementis villa - "Klementova ves") a její jméno je poprvé doloženo už roku 1293 (vesnice byla pojmenována podle svého lokátora, který je zmíněn roku 1293 jako její fojt). Obě vesnice splynuly v jednu a ta byla označována v češtině jako Kujavy, v němčině zkomoleninou původního jména na Kelntendorf (tak 1529) později (poprvé 1655) upraveného na Klantendorf.
Je ve venkovské části moravskoslezského kraje s možnostmi pěší turistiky a cyklistiky. V roce 2023 zde byla vysazena Alej svobody, lemující obnovenou polní cestu směrem k Pustějovskému potoku. Obec se nachází v blízkosti Přírodního parku Oderské vrchy, čímž se stává vhodným výchozím bodem pro výlety do přírodně cenných oblastí.

## Historie
První písemná zmínka o vesnici pochází z roku 1293 (de Clementis villa). V letech 1938 až 1945 byly Kujavy (v důsledku uzavření Mnichovské dohody) přičleněny k nacistickému Německu.
Po druhé světové válce došlo v Kujavách k výrazné změně obyvatelstva v důsledku vysídlení původních německých obyvatel a následného osídlení volyňskými Čechy. Ti přišli převážně z oblasti Volyně na západní Ukrajině v rámci organizovaného přesunu obyvatel do pohraničních oblastí obnoveného Československa. Volyňští Češi s sebou přinesli silné zemědělské tradice, které sehrály klíčovou roli při obnově obce po válce. Jejich potomci tvoří podstatnou část obyvatel Kujav dodnes a uchovávají kulturní dědictví svých předků prostřednictvím místních tradic a komunitního života.[zdroj⁠?!]

## Obyvatelstvo
| Rok  | Počet obyvatel | Muži | Ženy | Průměrný věk | Průměrný věk (muži) | Průměrný věk (ženy) |
| ---- | -------------- | ---- | ---- | ------------ | ------------------- | ------------------- |
| 2024 | 567            | 285  | 282  | 41,4 let     | 40,8 let            | 42,0 let            |
| 2023 | 556            | 284  | 272  | 41,4 let     | 41,1 let            | 41,8 let            |
| 2022 | 550            | 288  | 262  | 41,4 let     | 41,1 let            | 42,0 let            |
| 2021 | 545            | 282  | 263  | 41,4 let     | 41,1 let            | 41,8 let            |
| 2020 | 531            | 276  | 255  | 41,0 let     | 40,6 let            | 41,4 let            |
| 2019 | 530            | 273  | 257  | 39,8 let     | 39,4 let            | 40,3 let            |
| 2018 | 546            | 281  | 265  | 39,7 let     | 39,2 let            | 40,2 let            |
| 2017 | 549            | 283  | 266  | 39,0 let     | 38,7 let            | 39,3 let            |
| 2016 | 558            | 289  | 269  | 38,2 let     | 37,9 let            | 38,5 let            |
| 2015 | 569            | 292  | 277  | 37,7 let     | 37,4 let            | 38,0 let            |
| 2014 | 570            | 289  | 281  | 37,5 let     | 37,0 let            | 38,1 let            |
| 2013 | 565            | 288  | 277  | 37,6 let     | 36,9 let            | 38,2 let            |
| 2012 | 555            | 282  | 273  | 37,6 let     | 36,5 let            | 38,7 let            |
| 2011 | 559            | 286  | 273  | 37,3 let     | 35,8 let            | 38,8 let            |
| 2010 | 560            | 288  | 272  | 37,8 let     | 36,3 let            | 39,6 let            |

| Rok            | 1869 | 1880 | 1890 | 1900 | 1910 | 1921 | 1930 | 1950 | 1961 | 1970 | 1980 | 1991 | 2001 | 2011 | 2021 |
| -------------- | ---- | ---- | ---- | ---- | ---- | ---- | ---- | ---- | ---- | ---- | ---- | ---- | ---- | ---- | ---- |
| Počet obyvatel | 831  | 888  | 852  | 827  | 826  | 785  | 775  | 533  | 602  | 555  | 564  | 517  | 550  | 548  | 519  |
| Počet domů     | 138  | 138  | 134  | 132  | 133  | 134  | 135  | 163  | 134  | 132  | 128  | 126  | 153  | 159  | 167  |

Věková struktura obyvatel obce Kujavy roku 2011
Rodinný stav obyvatel obce Kujavy roku 2011
Vzdělání obyvatel obce Kujavy roku 2011

## Obecní správa
Mezi lety 1869–1978 Kujavy byly obcí v okrese Nový Jičín (1869–1930), poté v okrese Vítkov (1950) a později opět v okrese Nový Jičín. Od 1. ledna 1979 do 31. prosince 1997 patřily jako část města k Fulneku a od 1. ledna 1998 jsou opět samostatnou obcí.

### Obecní symboly
Znak a vlajka byly obci uděleny rozhodnutím předsedy Poslanecké sněmovny Parlamentu České republiky dne 5. dubna 2001.

## Školství
Obec Kujavy je zřizovatelem Základní a Mateřské školy Kujavy, která sídlí v centrální budově obce společně s obecním úřadem. Mateřská škola je umístěna v samostatné budově jako odloučené pracoviště. Škola slouží převážně místním dětem. Její kapacita činí 50 žáků základní školy a 28 dětí v mateřské škole. Součástí zařízení je také školní družina s kapacitou 30 míst a školní výdejna jídel.
| Rok          | Žáků v ZŠ | Dětí v MŠ | Družina |
| ------------ | --------- | --------- | ------- |
| 2011         | 36        | 24        |         |
| 2012         | 37        | 25        |         |
| 2013         | 32        | 28        |         |
| 2014[zdroj?] | 26        | 21        |         |
| 2018[zdroj?] | 20        | 19        |         |
| 2023         | 24        | 24        | 22      |
| 2024[zdroj?] | 24        | 25        | 21      |

## Doprava a cestovní ruch
Obec Kujavy má dobrou dopravní dostupnost díky blízkosti dálnice D1 (EXIT 336 – Bělotín), která zajišťuje rychlé spojení s Ostravou, Olomoucí a dálniční sítí České republiky. Obcí prochází silnice druhé třídy II/464, zajišťující regionální spojení s městy Odry a Fulnek.
Silnice III. třídy na území obce jsou:
- III/04740 ze silnice II/647 na Jílovec
- III/46423 Pustějov - Kujavy
- III/46424 II/647 - Kujavy - silnice III/46420
- III/46425 Hladké Životice - Kujavy

## Pamětihodnosti

### Kostelsvatého Michaela
Dominantou obce je kostel svatého Michaela, postavený v roce 1830 na místě gotického předchůdce.[zdroj?]

### Budova bývalé školy

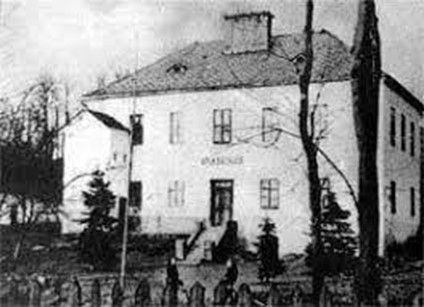
Budova ZŠ v Kujavách před 2. světovou válkou

Historická budova základní školy pochází z roku 1821 a od počátku sloužila vzdělávání. V období před druhou světovou válkou se zde vyučovalo výhradně v německém jazyce, což odráželo tehdejší národnostní složení obyvatel. Budova prošla několika významnými rekonstrukcemi – v letech 1954–1961, 2018 a naposledy v roce 2023, kdy byla obnovena fasáda, střecha a půda.[zdroj?] V současnosti slouží jako sídlo základní školy a obecního úřadu.

### Alej svobody

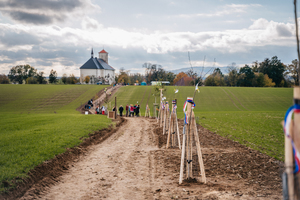
Výsadba aleje svobody, v pozadí kostel sv. Michaela

Dne 4. listopadu 2023 byla v obci vysazena tzv. Alej svobody – stromořadí tvořené 97 hrušněmi a 28 duby. Akce se uskutečnila za účasti více než 400 lidí, včetně ministra životního prostředí Petra Hladíka a hejtmana Moravskoslezského kraje Jana Krkošky.[zdroj?] Výsadba navazuje na obnovenou polní cestu spojující kostel sv. Michaela s pěšinou podél Pustějovského potoka.

### Kříže a památníky
Na území obce se nachází několik historických kamenných křížů a památníků věnovaných padlým vojákům.

## Osobnosti
- Karl Staffe (1856–1935), rolník a politik, zemský poslanec
- Karl Drössler (1840-1916), továrník a průmyslník,výroba zemědělských strojů v Novém Jičíně
- Josef Beneš (1912–1944), válečný hrdina, padl v Karpatsko-dukelské operaci.
- Petr Komenda (*1969), sportovec
- Roland Freisler (1893-1945), soudce
- Antonín Dominik (1914-2004), farář
- Anton Nehiba (1860-1955), kronikář
- Freißler Wilhelm (1862-1930), doktor
- Illichmann Heinrich (1929-1946), farář
- Anton Freissler (1838-1916), konstruktér výtahů
- Heinrich Malcher (1848-1927), podporovatel chudých

## Organizace v obci
- Hospůdka u Babičky – tradiční venkovská hospoda[16]
- Potraviny Hruška – maloobchodní prodejna se službami Balíkovny České pošty[17]
- Knihovna Kujavy – obecní knihovna poskytující půjčování knih a přístup k internetu.[18]
- TJ Sokol Kujavy – místní fotbalový klub[19]

### Zemědělské firmy v Kujavách
- Zemědělská zkušební stanice KUJAVY, s.r.o. – akreditovaná stanice pro testování přípravků na ochranu rostlin a odrůd.
- AGRO Kujavy s.r.o. – společnost zaměřená na rostlinnou a živočišnou výrobu a myslivost.